# Giresun (tartomány)
Giresun tartomány Törökország egyik tartománya a Fekete-tengeri régióban. Keleten Trabzon, délnyugaton Gümüşhane, délen Erzincan, délkeleten Sivas, nyugaton pedig Ordu határolja. Székhelye Giresun városa.

## Körzetei
A tartománynak 16 körzete van:
| - Alucra - Bulancak - Çamoluk - Çanakçı - Dereli - Doğankent - Espiye - Eynesil | - Giresun - Görele - Güce - Keşap - Piraziz - Şebinkarahisar - Tirebolu - Yağlıdere |

## Híres szülöttek
- Gökdeniz Karadeniz, válogatott labdarúgó
- Teoman, rockénekes

## Külső hivatkozások
- Képek Giresunról (törökül)